# Saint-Langis-lès-Mortagne
Saint-Langis-lès-Mortagne är en kommun i departementet Orne i regionen Normandie i nordvästra Frankrike. Kommunen ligger i kantonen Mortagne-au-Perche som tillhör arrondissementet Mortagne-au-Perche. År 2022 hade Saint-Langis-lès-Mortagne 871 invånare.

## Befolkningsutveckling
Antalet invånare i kommunen Saint-Langis-lès-Mortagne
| Referens: INSEE |